# Casa de Feria

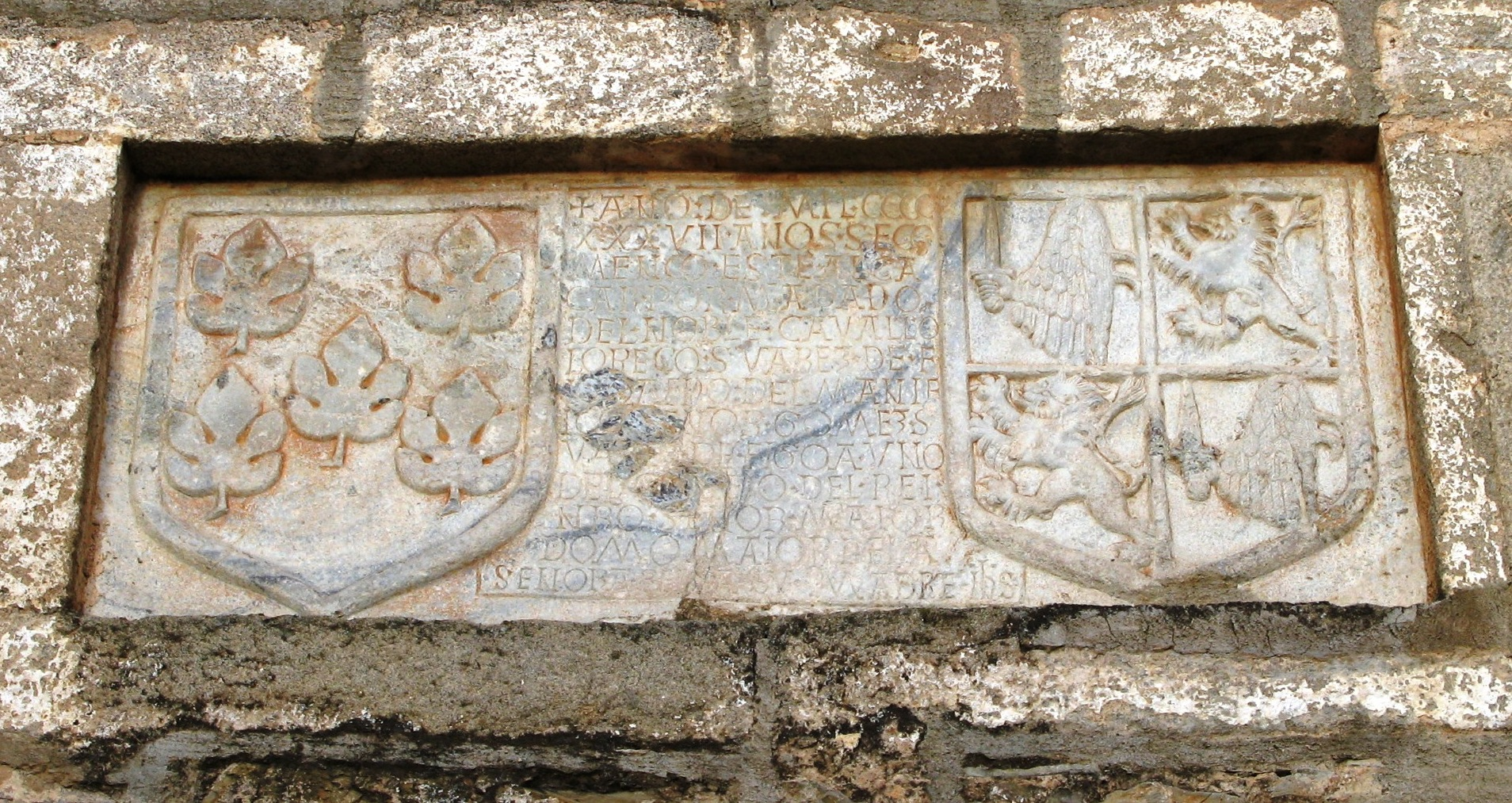
Armas del I Conde de Feria.

La Casa de Feria es una casa nobiliaria española originaria de la Corona de Castilla, cuyo nombre proviene del señorío de Feria, luego condado de Feria y después ducado de Feria. Es la más importante familia nobiliaria que se estableció en el sur de Extremadura en el medievo, tanto por las dimensiones que alcanzara su estado señorial como por el protagonismo de sus titulares en la historia de Extremadura y de España. El linaje Figueroa procede de Galicia y su escudo, con cinco hojas de higuera, parece tener su origen en una proeza contra los musulmanes relacionada con el rescate de unas doncellas, que les iban a ser entregadas en virtud del Tributo de las Cien Doncellas (entre el año 783 y 788), rescate llevado a cabo por un tal Froyla Ferrandez en un campo de higueras. A comienzos del siglo XIII algunos caballeros del linaje buscaron fortuna en Extremadura en las luchas de la Reconquista. Otra rama de la familia hizo lo propio en Andalucía, estableciéndose en los alrededores de Écija. De esta línea procedía el XXXII Maestre de la Orden de Santiago, primer miembro del linaje que se vinculó a la baja Extremadura. 
La apuesta política de los Feria por una lealtad a la corona les permitió crear un estado nobiliario en el sur de Extremadura engrandecido posteriormente gracias a los sucesivos favores regios, que pagaban así los servicios a una Corona inmersa casi de continuo en graves peligros. No obstante, los Condes de Feria se consideraron siempre insuficientemente recompensados por los Reyes Católicos. Los duques llegaron a tener el tercer estado nobiliario en Extremadura, tras el duque de Béjar y el duque de Alba, pero quizás el más rico.

## Miembros del linaje Suárez de Figueroa
1. Lorenzo I Suárez de Figueroa (Maestre de Santiago) (Écija, 1345-1409), XXXVII maestre de la Orden de Santiago.
2. Gomes I Suárez de Figueroa (1382-1429), I señor de Feria (1394-1429).
3. Lorenzo II Suárez de Figueroa (1408-1461), II señor (1429-1460) y I conde de Feria (1460-1461).
4. Gomes II Suárez de Figueroa (14xx-1506), II conde de Feria (1461-1506).
5. Lorenzo III Suárez de Figueroa (1505-1528), III conde de Feria (1506-1528).
6. Pedro I Fernández de Córdoba y Figueroa (1518-1552), IV conde de Feria (1528-1552).
7. Gomes III Suárez de Figueroa y Córdoba (1523-1571), V conde (1552-1567) y I duque de Feria (1567-1571).
8. Lorenzo IV Suárez de Figueroa y Córdoba (1559-1607), II duque de Feria (1571-1606), I marqués de Villalba (1567-1607).
9. Gomes IV Suárez de Figueroa y Córdoba (1587-1634), III duque de Feria (1607-1634) y II marqués de Villalba (1604-1634).
10. Gaspar Lorenzo Suárez de Figueroa y Córdoba (1629-1634), IV duque de Feria (1634) y III marqués de Villalba (1634).

## Miembros del linaje Fernández de Córdoba
1. Muertos el III y IV Duques, debido a la agnación rigurosa del título, éste recae en el abuelo materno del IV duque, Alonso Fernández de Córdoba-Figueroa, el Mudo, V Marqués de Priego (1635-1645), que sería el V Duque de Feria (y V Marqués de Villalba a la muerte de su nieta en 1641) y se haría llamar Marqués-Duque. Con ello se divide el linaje de los Suárez de Figueroa. Zafra deja ser la cabecera de un estado para convertirse en segunda capital de otro.
2. Luis Fernández de Córdoba-Figueroa y Enríquez de Ribera, VI marqués de Priego y VI duque de Feria (1645-1665).
3. Luis Mauricio Fernández de Córdoba y Figueroa, VII marqués de Priego y VII duque de Feria (1665-1690).
4. Manuel Luis Fernández de Córdoba y Figueroa de la Cerda, VIII marqués de Priego y VIII duque de Feria (1690-1700).
5. Nicolás Fernández de Córdoba y Figueroa de la Cerda, X duque de Medinaceli (1711-1739), IX marqués de Priego y IX duque de Feria (1700-1739).
6. Luis Antonio Fernández de Córdoba y Spínola, XI duque de Medinaceli y X duque de Feria (1704–1768).
7. Pedro de Alcántara Fernández de Córdoba, XII duque de Medinaceli y XI duque de Feria (1730–1789).
8. Luis María de le Soledad Fernández de Córdoba y Gonzaga, XIII duque de Medinaceli y XII Duque de Feria (1749–1806).
9. Luis Joaquín Fernández de Córdoba y Benavides, XIV duque de Medinaceli y XIII duque de Feria (1780–1840).
10. Luis Tomás de Villanueva Fernández de Córdoba Figueroa y Ponce de León, XV duque de Medinaceli y XIV duque de Feria (1813–1873).
11. Luis María Fernández de Córdoba y Pérez de Barrados, XVI duque de Medinaceli y XV duque de Feria (1851–1879).
12. Luis Jesús Fernández de Córdoba y Salabert, XVII duque de Medinaceli y XVI duque de Feria (1879–1956).
13. Victoria Eugenia Fernández de Córdoba y Fernández de Henestrosa, XVIII duquesa de Medinaceli y XVII duquesa de Feria (1917-2013) y XV marquesa de Montalbán. (Como puede comprobarse ha sido la única titular de ambos ducados, pues todos los demás titulares han sido hombres).

## Miembros del apellido Medina
1. Rafael de Medina y Fernández de Córdoba, XVIII duque de Feria y XVIII marqués de Villalba (1969-2001).
2. Rafael de Medina y Abascal, XIX duque de Feria y XIX marqués de Villalba (2002).